# The Ataris
The Ataris sind eine Rockband aus den USA.

## Geschichte
Nach der Gründung Ende 1994 wurde ihnen am 15. Januar 1996 von Kung Fu Records ein Plattenvertrag angeboten. Im Herbst desselben Jahres veröffentlichten sie auch ihr Debütalbum Anywhere but Here. Viele Texte des Albums handeln von Liebe oder zerstörten Beziehungen. Am 24. Juni 2002, nach dem fünften Album End Is Forever, wechselten The Ataris zu Columbia Records. Aus der Zusammenarbeit entstand 2002 die am 4. März 2003 veröffentlichte LP So Long, Astoria, aus der einige erfolgreiche Singles, darunter eine Coverversion von The Boys of Summer, ausgekoppelt wurden.
Nach vielen Mitgliederwechseln in den letzten Jahren (nur Songwriter Kris Roe ist noch von Anfang an dabei) war für 2006 Welcome the Night, ein eher düsteres Album, angekündigt. Dessen Veröffentlichung verzögerte sich allerdings, da die Ataris im Juni 2006 ihre Zusammenarbeit mit Columbia Records beendet haben. Mittlerweile haben die Ataris ihr eigenes Label Isola Recordings gegründet, wo Welcome the Night am 9. März 2007 erschienen ist.

## Trivia

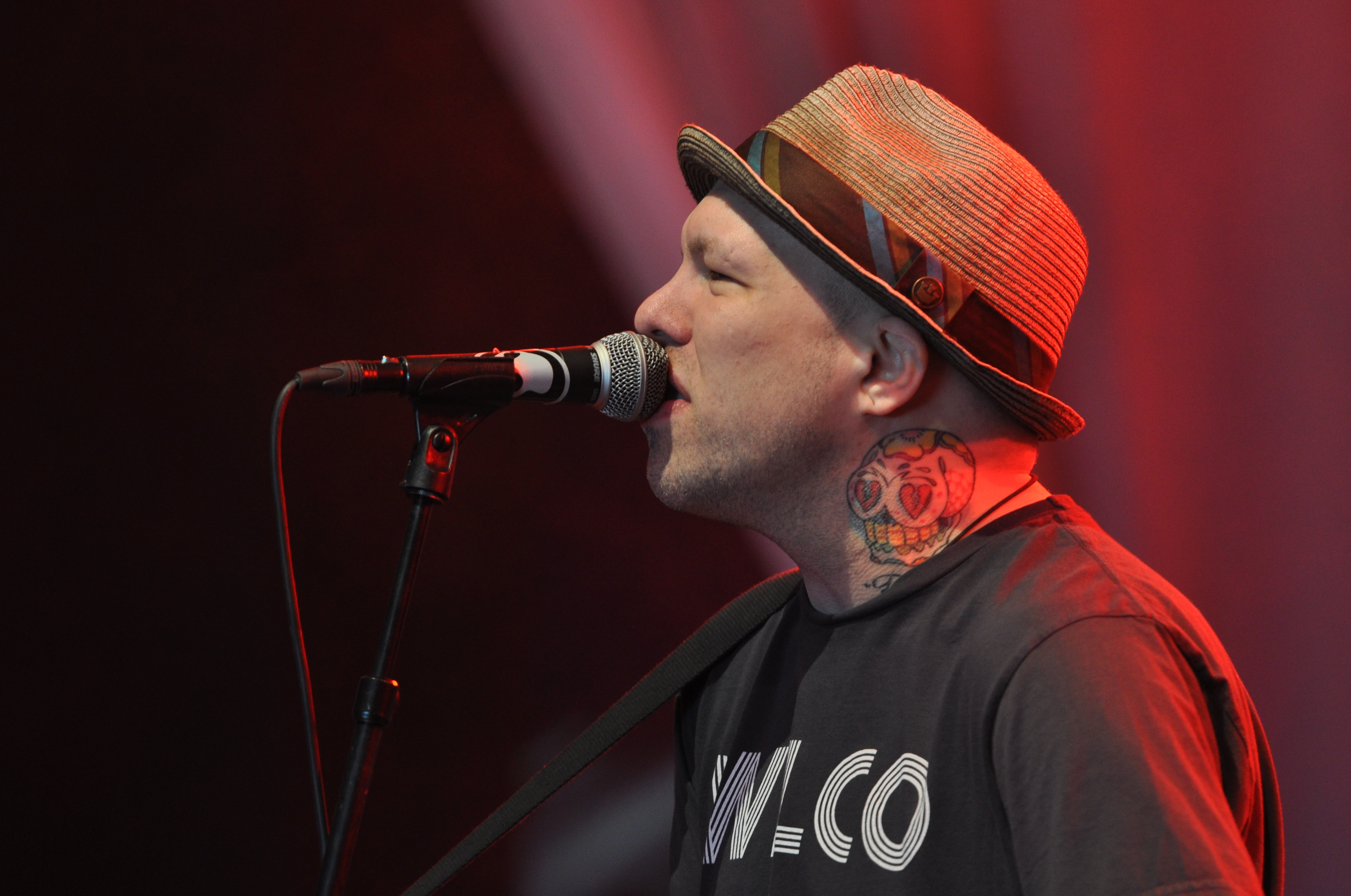
Kris Roe bei einem Soloauftritt beim Groezrock 2013

- In dem Song That Special Girl vom Album Looking Forward to Failure singt Mark Hoppus (Bassist von blink-182 und +44) einige Zeilen.
- Das Album End Is Forever wurde von Joey Cape (Mitglied der Bands Lagwagon, Bad Astronaut und Me First and the Gimme Gimmes) produziert, der außerdem im Lied Up, up, down, down, left, right, left, right, b, a, start (ein alter Videospiel-Cheatcode von Konami) mitsingt.
- Der Titel San Dimas High School Football Rules! ist eine Hommage an den Film Bill & Teds verrückte Reise durch die Zeit, in dem Ox Robbins ein Referat mit ebendiesen Worten beendet. Ansonsten hat der Musiktitel jedoch keinen Bezug zum Film.[3]

## Diskografie
Alben
- Anywhere but Here (1996)
- Look Forward to Failure (1998)
- Blue Skies, Broken Hearts… Next 12 Exits (1999)
- Let It Burn (2000)
- End Is Forever (2001)
- Anywhere but Here (Re-Release inkl. Extra- und Hidden Track + Video) (2003)
- So Long, Astoria (2003)
- Live at the Metro (2004)
- Welcome the Night (2007)
- Silver Turns to Rust (2017)